# Proteïna perifèrica de membrana
Una proteïna perifèrica de membrana és aquella proteïna que s'adhereix només temporalment a la membrana biològica amb la qual està associada. Aquestes molècules s'adhereixen a les proteïnes integrals de membrana, o penetren a les regions perifèriques de la bicapa lipídica. Les subunitats proteíniques reguladores de molts canals iònics i receptors superficials de les cèl·lules, per exemple, poden ser definides com a proteïnes perifèriques de membrana. El concepte de proteïna perifèrica de membrana és oposat al de proteïna integral de membrana, ja que aquestes últimes es troben lligades a la membrana, provocant la seva separació danys estructurals de la bicapa lipídica.

Representació esquemàtica dels diversos tipus d'interacció entre les proteïnes monotòpiques de membrana i la membrana plasmàtica:
1. interacció per un α-helix amfipàtic paral·lel al pla de la membrana.
2. interacció per un orbital hidròfob.
3. interacció per una enllaç lípid de membrana covalent (lipidació)
4. electroestàtica o interacció iònica amb lípids de membrana (p.e. amb un ió de calci)